# Dougald MacPherson
Pour les articles homonymes, voir Macpherson.
Dougald MacPherson (23 octobre 1882-28 mai 1964) est un homme politique canadien de la Colombie-Britannique. Il est député provincial libéral de la circonscription britanno-colombienne de Grand Forks-Greenwood d'une élection partielle en 1925 à 1928 et de 1933 à 1937. Il ne se représente pas lors de l'élection de 1937,.